# 陳義高
陳義高（1255年—?），字宜父。閩人。
生於寳祐三年九月。十二歲能作賦，拜天師教，受學於龍虎山崇禧院李則陽，得道法。至元十七年，曾隨元世祖北巡上都。泰定元年（1324年）任泉州路報恩光孝觀住持提點。著有《秋巖詩集》。好吟詩，與盧摯、姚燧、趙孟頫、程钜夫唱和，弟子王壽衍。張伯淳為其作墓誌銘和祭文。